# Свиняча війна (1859)

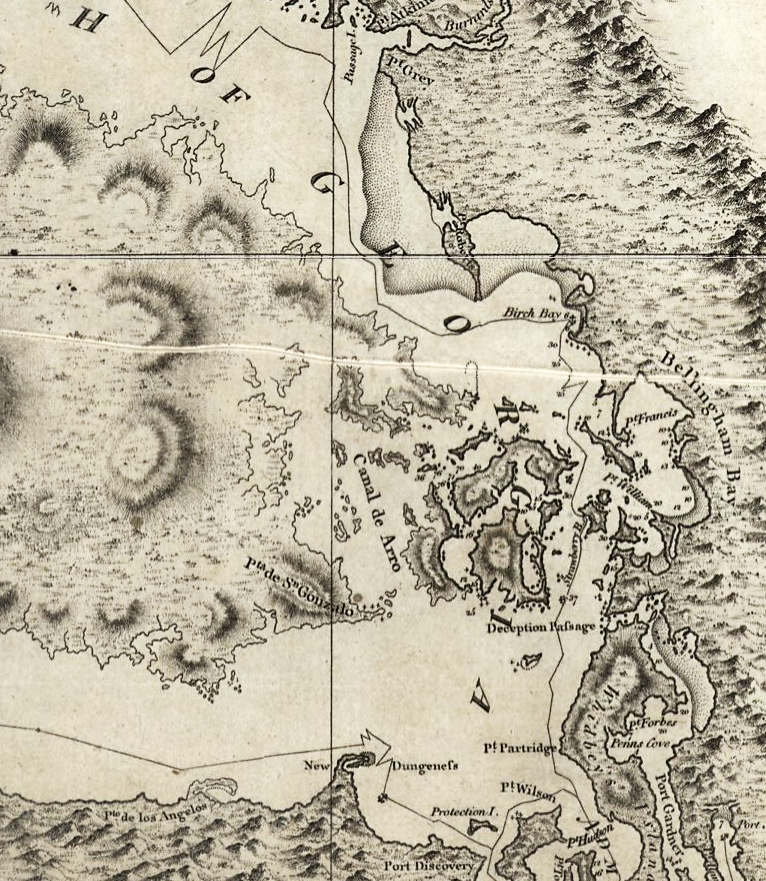
Карта Ванкувера 1798 року, яка показує певну плутанину в околицях південно-східного острова Ванкувер, островів Мексиканської затоки та протоки Харо

48°27′42″ пн. ш. 123°00′24″ зх. д. / 48.46164167° пн. ш. 123.00661389° зх. д.
«Свиняча війна» — це протистояння 1859 року між Сполученими Штатами та Сполученим Королівством через британсько-американський кордон на островах Сан-Хуан, між островом Ванкувер (сучасна Канада) та штатом Вашингтон. Свинячу війну, яка називається так тому, що її спровокувала стрілянина у свиню, також називають «Свинячий епізод», «Свиняча та картопляна війна», суперечка про кордон Сан-Хуана та суперечка про північно-західний кордон. Незважаючи на те, що її називають «війною», втрат з обох сторін не було.

## Тло

### Неоднозначність кордону
Орегонський договір від 15 червня 1846 року вирішив суперечку щодо кордону Орегону шляхом поділу Орегонського краю/округу Колумбія між Сполученими Штатами та Великобританією «вздовж сорок дев'ятої паралелі північної широти до середини каналу, який відділяє континент від острова Ванкувер, а звідти на південь через середину згаданого каналу та протоки Хуан де Фука до Тихого океану».
Однак дві протоки можна назвати серединою каналу: протока Харо, уздовж західного боку островів Сан-Хуан; і протоки Розаріо, уздовж східного боку.
У 1846 році ще була певна невизначеність щодо географії регіону. Найпоширенішими були карти Джорджа Ванкувера (опублікована в 1798 році) та Чарльза Вілкса (опублікована в 1845 році). В обох випадках карти нечіткі в околицях південно-східного узбережжя острова Ванкувер і островів Мексиканської затоки. Як наслідок, протока Харо також не повністю зрозуміла.
У 1856 році США та Великобританія створили Комісію з визначення кордонів для вирішення кількох питань щодо міжнародного кордону, включаючи водний кордон від протоки Джорджія до протоки Хуан де Фука. Британці призначили Джеймса Чарльза Превоста першим уповноваженим, Джорджа Генрі Річардса другим уповноваженим і Вільяма Е. Г. Янга секретарем. США призначили Арчібальда Кемпбелла першим уповноваженим, Джона Парка другим уповноваженим і Вільяма Дж. Воррена секретарем. 27 червня 1857 року американський і британський комісари вперше зустрілися на борту британського корабля HMS Satellite, який стояв на якорі в гавані Есквімальт. Обидві сторони зустрічалися ще кілька разів у 1857 році в гаванях Есквімальт і Нанаймо, а між зустрічами листувалися. Водну межу обговорювали з жовтня по грудень. Із самого початку Превост стверджував, що протока Розаріо була обов'язковою за формулюваннями договору та була передбачена укладачами договору, тоді як Кемпбелл мав таку ж думку щодо протоки Харо.
Прево вважав, що канал, зазначений у договорі, повинен мати три основні якості:
- він повинен відокремити континент від острова Ванкувер
- він повинен нести кордон у південному напрямку
- він повинен бути судноплавним

Тільки протока Росаріо виконує ці вимоги, писав він. Кемпбелл заперечив, що вислів «на південь» у договорі слід розуміти в загальному сенсі, що протока Росаріо не відокремлює континент від острова Ванкувер, а острови Сан-Хуан від островів Луммі, острова Кипарис, острова Фідальго та інші, і що судноплавство не було доречним до проблеми, але навіть якщо й було, то протока Харо була ширшим і прямішим проходом. Нарешті, він кинув виклик Прево надати будь-які докази того, що укладачі договору мали на увазі протоку Розаріо. Превост відповів на виклик, посилаючись на американські карти з вказанням кордону, що проходить через протоку Розаріо, включно з однією картою Джона К. Фремонта, виготовленою та опублікованою урядом США, та іншою картою Джона Б. Престона, генерального геодезиста Орегону в 1852 році. Щодо інших пунктів, Превост повторив свої заяви про судноплавну протоку Розаріо — канали між островами Луммі, Кипарис і Фідальго не є судноплавними — і що лінія через Розаріо буде південною. У той же час прохід через Харо потрібно було б провести на захід. Обидва продовжували обговорювати це питання до грудня 1857 року, доки не стало зрозуміло, які аргументи має кожна зі сторін і що жодна з них не переконає іншу. Превост зробив останню пропозицію на шостій зустрічі 3 грудня. Він запропонував компромісну лінію через протоку Сан-Хуан, яка передала б США всі основні острови, крім острова Сан-Хуан. Цю пропозицію було відхилено, і комісія оголосила перерву, погодившись доповісти відповідним урядам. Таким чином зберігалася неясність щодо водного кордону.
Через цю неоднозначність і Сполучені Штати, і Британія заявили про суверенітет над островами Сан-Хуан. Протягом цього періоду спірного суверенітету британська компанія Гудзонової затоки розпочала операції на Сан-Хуані та перетворила острів на ранчо для овець. Тим часом до середини 1859 року прибуло від двадцяти п'яти до двадцяти дев'яти американських поселенців.
Острів Сан-Хуан мав значення не через свої розміри, а як військово-стратегічний пункт. Поки британці утримували форт Вікторія на острові Ванкувер на заході, звідки відкривався вид на протоку Хуан де Фука, точку входу в протоку Харо, що веде до протоки Джорджія, нація, яка тримала острови Сан-Хуан, могла б домінувати над усіма протоками, що з'єднують протоку Хуан де Фука з протокою Джорджія.

### Політичний контекст
Генерал Джордж Б. Макклеллан, однокласник і друг Джорджа Пікетта у Вест-Пойнті, стверджував, що генерал Вільям С. Гарні та Пікетт вступили у змову з інтригою, щоб розпочати війну з Британією, створивши спільного ворога, щоб перешкодити протистояння північ-південь. Однак генерал Гранвіль О. Галлер розвінчав теорію Макклеллана. Він сказав, що вони хотіли розпочати війну, але з надією відволікти північ, щоб південь міг відокремитися від союзу. Теоріям надається довіра, коли зазначається, що генерал-майор Сайлас Кейсі, тоді підполковник і заступник командира 9-го піхотного полку, був зведений до ролі підтримки капітана Джорджа Пікетта, якому Гарні надав незалежну юрисдикцію над величезною територією, потім бревет-майор, і також був пропущений Гарні на користь Пікетта, коли отримав цю команду вибору.
З іншого боку, можна сказати, що підполковник Кейсі не був скорочений, оскільки йому було доручено командувати USS Massachusetts і майору Галлеру, щоб охороняти та контролювати воду П'юджет-Саунд. Йому було надано право відхилятися від своїх наказів на основі його військового досвіду. (Його підручник із тактики піхоти використовувався у Вест-Пойнті під час громадянської війни.)

## Інцидент зі свинею

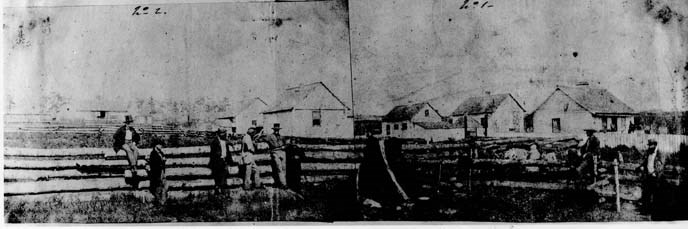
Фотографія овець Belle Vue у вересні 1859 року на острові Сан-Хуан під час Свинячої війни

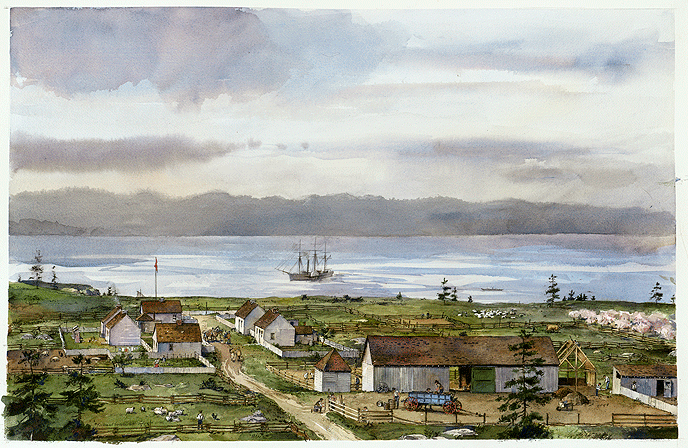
Акварель овець Belle Vue на острові Сан-Хуан під час Свинячої війни

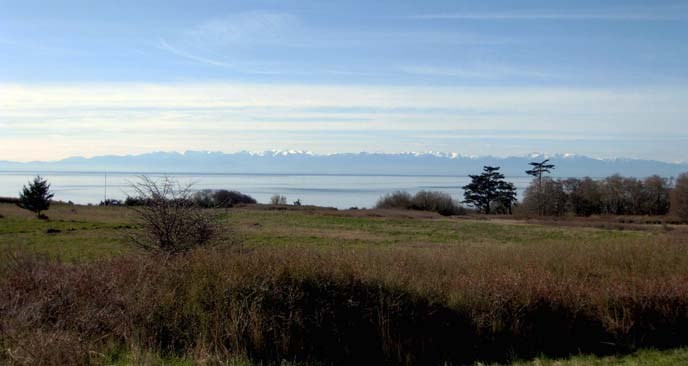
Сучасний вид на вівчарню Belle Vue та Олімпійські гори на задньому плані

15 червня 1859 року, рівно через 13 років після прийняття Орегонського договору, двозначність призвела до прямого конфлікту. Лайман Катлар, американський фермер, який переїхав на Сан-Хуан, претендуючи на право жити там відповідно до Закону про претензії на дарування землі, знайшов свиню, яка риє коріння в його саду і їсть його бульбу. Це був не перший випадок, і в результаті Катлар застрелив свиню, убивши її. Виявилося, що свиня належала ірландцю Чарльзу Гріффіну, який працював у компанії Гудзонової затоки для утримання овець на острові. У нього також було кілька свиней, яких він дозволяв вільно вигулювати. До цього випадку вони жили мирно. Катлар запропонував Гріффіну 10 доларів (еквівалент 330 доларів у 2022 році) як компенсацію за свиню, але Гріффін був не задоволений цією пропозицією та вимагав 100 доларів (еквівалент 3300 доларів у 2022 році). Після цієї відповіді Катлар вважав, що йому не доведеться платити за свиню, оскільки свиня проникла на його землю. Одна ймовірно апокрифічна розповідь каже, що Катлар каже Гріффіну: «Вона їла мою картоплю»; і Гріффін відповідає: «Це залежить від вас, щоб ваша картопля не потрапляла до моєї свині». Коли британська влада погрожувала заарештувати Катлара, американські поселенці запросили військовий захист.

## Військова ескалація

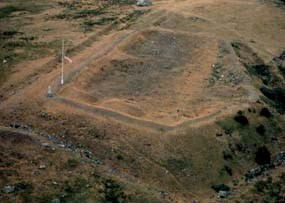
Вид із пташиного польоту на острів Сан-Хуан, редут Робертса

Бригадний генерал Вільям С. Харні, командувач департаменту Орегон, спочатку відправив капітана Джорджа Пікетта та 66 американських солдатів 9-го піхотного полку під командуванням Пікетта на острів Сан-Хуан із наказом перешкодити британцям висадитися; полк відплив на борту USS Massachusetts. Занепокоєні тим, що сквотерське населення американців почне окуповувати острів Сан-Хуан, якщо американців не тримати під контролем, британці послали три військових кораблі під командуванням капітана Джеффрі Горнбі, щоб протистояти американцям. Було процитовано слова Пікетта, який зухвало сказав: «Ми зробимо з цього Банкер-Гілл», поставивши його в центр загальної уваги. Пікетт розташував свою роту та батарею біля овець Belle Vue компанії Гудзонової затоки поблизу сучасного Кеттл-Пойнт-Лайта і прямо під гарматами HMS Satellite, британського корабля. Коли було виявлено цю тактичну помилку, капітан Пікетт перемістив свою гарматну батарею на кілька миль на північ на висоту, звідки відкривався вид на затоку Гріффін і протоку Хуан де Фука, і почав будувати редут для своєї гармати.
Пікетт заснував американський табір біля південного краю острова Сан-Хуан, сьогодні це одне з двох історичних місць на острові, а інше — британський табір, який захищали Королівські морські піхотинці на північній частині острова. Табірний редут був побудований під наглядом нового випускника Вест-Пойнта, 2-го лейтенанта Генрі Мартіна Роберта; Роберт став генералом Потомацької армії під час Громадянської війни в США та автором «Правил порядку» Роберта. Редут Роберта вважається найкраще збереженим укріпленням такого роду у США. (На сході розташована лагуна Джекла, названа на честь Джорджа Джекла, солдата, який дислокувався в американському таборі.)
Ситуація продовжувала загострюватися. До 10 серпня 1859 року 461 американець із 14 гарматами під командуванням полковника Сайласа Кейсі протистояли п'яти британським військовим кораблям із 70 гарматами та 2140 військовослужбовцями.
Губернатор колонії острова Ванкувер Джеймс Дуглас наказав капітану Горнбі витіснити американські війська, уникаючи збройного конфлікту, якщо це можливо. На той час додаткові підкріплення, надіслані американським генералом Гарні, ще не прибули, і острів був зайнятий лише 66 вояками Пікетта. Горнбі відмовився вживати будь-яких дій, доки не прибуде сам британський контр-адмірал Роберт Л. Бейнс, який командував британським флотом у Тихому океані. Коли Бейнс нарешті прийшов і оцінив ситуацію, він сказав губернатору Дугласу, що не буде переводити конфлікт у війну між великими націями «через сварку про свиню».

## Резолюція

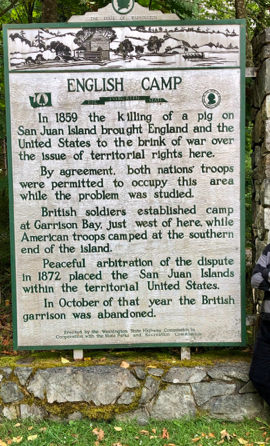
Знак на честь Свинячої війни біля входу в британський табір

Коли новини про кризу дійшли до Вашингтона та Лондона, офіційні особи обох країн були шоковані та вжили заходів, щоб заспокоїти потенційно вибуховий міжнародний інцидент.
У вересні президент США Джеймс Б'юкенен послав генерала Вінфілда Скотта для переговорів із губернатором Дугласом і погашення наростання кризи. Це було в інтересах Сполучених Штатів, оскільки секційність усередині країни зростала, що незабаром вилилось у Громадянську війну. Наприкінці 1830-х Скотт уже уладнав дві кризи на кордоні між країнами. Він прибув у Сан-Хуанс у жовтні 1859 року та почав переговори з Дугласом.
У результаті переговорів обидві сторони погодилися продовжувати спільну військову окупацію острова до досягнення остаточного врегулювання, скоротивши свою присутність до символічної чисельності не більш ніж 100 осіб. Британський табір був заснований на північному кінці острова Сан-Хуан вздовж берегової лінії для зручності постачання та доступу; і американський табір був створений на південному кінці на високому, провітрюваному лузі, придатному для артилерійського обстрілу кораблів.
Сьогодні Юніон Джек все ще майорить над британським табором, його щодня піднімають і опускають рейнджери парку, що робить його одним із небагатьох місць без дипломатичного статусу, де урядові службовці США регулярно піднімають прапор іншої країни, хоча це лише з пам'ятною метою.
Протягом років спільної військової окупації невеликі британські та американські підрозділи на острові Сан-Хуан вели дружнє взаємне світське життя, відвідуючи табори один одного, щоб відзначити свої відповідні національні свята та влаштовуючи різні спортивні змагання. Рейнджери парку кажуть відвідувачам, що найбільшою загрозою для миру на острові в ці роки була «велика кількість доступного алкоголю».
Такий стан речей зберігався протягом наступних 12 років. Суперечка була вирішена мирним шляхом після більш ніж десятиліття протистояння та військового хвилювання, протягом якого місцева британська влада лобіювала Лондон повернути регіон П'юджет-Саунд, поки американці були зайняті в інших місцях громадянською війною. У 1866 році колонія острова Ванкувер була об'єднана з колонією Британська Колумбія, щоб сформувати розширену колонію Британської Колумбії. У 1871 році розширена колонія приєдналася до новоствореного Домініону Канада. Того року Сполучене Королівство та Сполучені Штати підписали Вашингтонський договір, який стосувався різноманітних розбіжностей між двома націями, включно з прикордонними питаннями щодо новоутвореного домініону. Серед результатів договору було рішення вирішити суперечку щодо Сан-Хуана за допомогою міжнародного арбітражу, де німецький імператор Вільгельм I був обраний арбітром, що означає, що Німецька імперія вирішуватиме, чи будуть англійці, чи американці офіційно володіти островами Сан-Хуан. Представником Сполучених Штатів в арбітражі в Сан-Хуані був Джордж Банкрофт, який продемонстрував велику універсальність і майстерність і виграв справу. Вільгельм передав це питання на розгляд арбітражної комісії з трьох осіб, яка збиралася в Женеві майже рік. 21 жовтня 1872 року комісія прийняла пропозицію Сполучених Штатів. Арбітри вибрали перевагу для Америки морського кордону через протоку Харо на захід від островів, а не для Британії щодо протоки Росаріо, яка лежала на сході від них.
25 листопада 1872 року британці вивели свою Королівську морську піхоту з британського табору. Американці пішли за ними в липні 1874 р.
Пам'ять про Свинячу війну вшановують у Національному історичному парку острова Сан-Хуан.

## Ключові особи
- Генрі Мартін Роберт, який пізніше опублікував «Правила порядку» Роберта, перебував на острові більшу частину періоду.[21]
- Капітан Джордж Пікетт, пізніше відомий під ім'ям «Атака Пікетта», очолював початковий американський десант.[21]
- Капітан Джеффрі Горнбі, командувач першими розгорнутими британськими військово-морськими силами, пізніше отримав звання адмірала флоту, найвищого звання в Королівському флоті, і заслужив репутацію видатного тактика та командувача флоту.

## Галерея

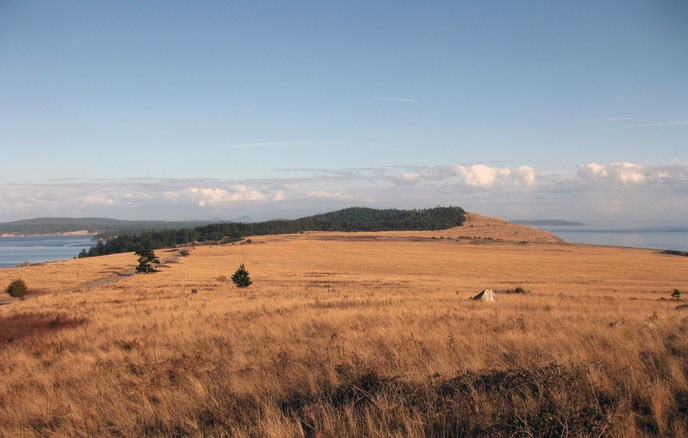
З редуту відкривався чудовий вид на південний край острова Сан-Хуан і водні підступи до прерії з боку затоки Гріффін (ліворуч) і протоки Хуан-де-Фука
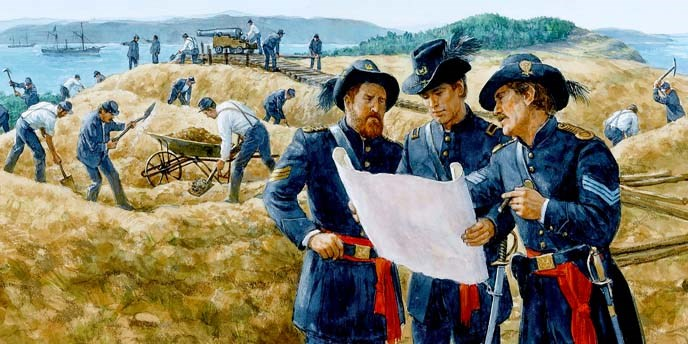
Акварель армії США будує редут Робертса на острові Сан-Хуан
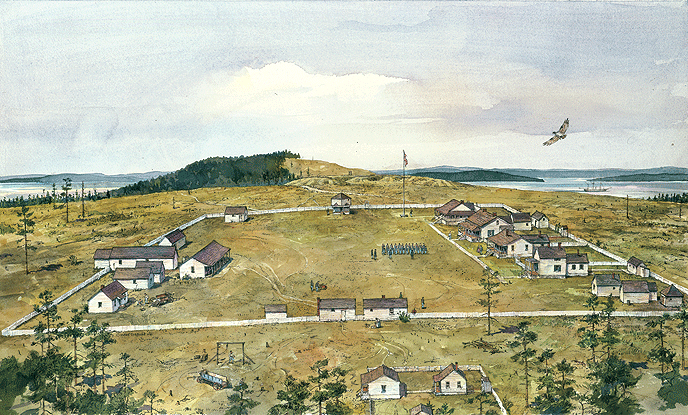
Акварель американського табору, острів Сан-Хуан
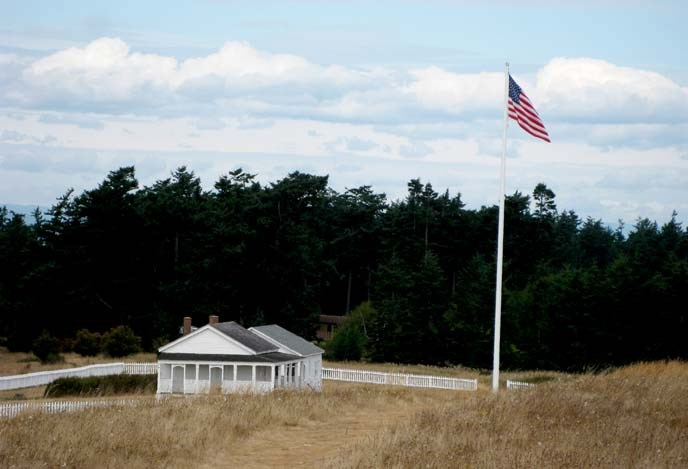
Американський табір, як він існує сьогодні
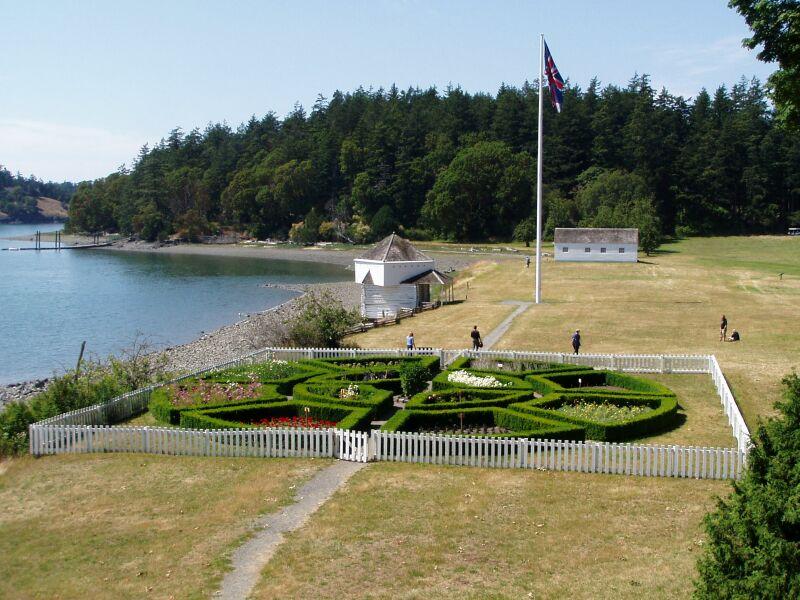
Юніон Джек у британському таборі в Національному історичному парку острова Сан-Хуан
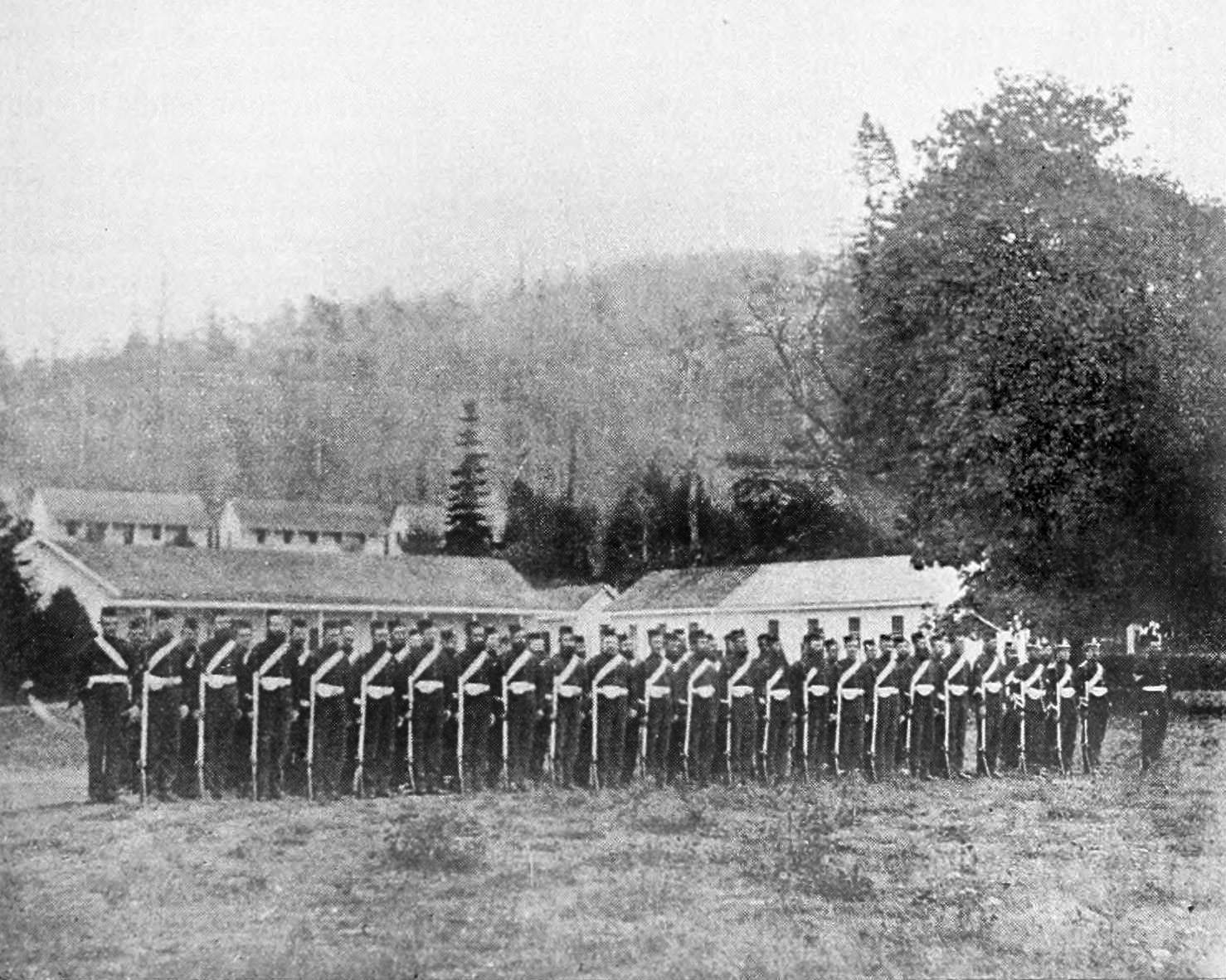
Британські війська евакуюються з острова Сан-Хуан

## Подальше читання
- Baker, Betty (1969). The Pig War. HarperCollins Canada. ISBN 0060203331.
- Coleman, E.C. (2009). The Pig War: The Most Perfect War in History. The History Press. ISBN 978-0-7524-5227-2.
- Holtzen, Mark (2012). The Pig War. CreateSpace. ISBN 978-1475051360.
- Kaufman, Scott (2003). The Pig War. Lexington Books. ISBN 0739107291.
- Neering, Rosemary (2011). The Pig War: The Last Canada–US Border Conflict. Heritage House Publishing Co. Ltd. ISBN 978-1926936017.
- Victor, Frances Fuller (1891). Ch. 26 . Atlantis Arisen . J. B. Lippincott Co.
- Vouri, Michael (1999). The Pig War: Standoff at Griffin Bay. Griffin Bay Book Store. ISBN 0963456253.